# Jenna Stone
Jenna Stone (* 24. April 1993 in Detroit, Michigan) ist eine US-amerikanische Schauspielerin.

## Leben und Karriere
Ihre erste Rolle im Jahr 2009 spielte Jenna Stone im Alter von 16 Jahren in der Filmproduktion Cherry Mapping. 2011 war sie in dem Fernsehfilm Rock the House in einer größeren Rolle als Cheerleaderin Chloe zu sehen. In der 26-teiligen Webserie Miss Behave verkörperte sie von 2010 bis 2011 mit dem Charakter Danielle eine der Hauptrollen. Für ihre Darstellung in dem Kurzfilm D.U.I. (2014) erhielt Stone zudem eine Nominierung in der Kategorie Best Lead Actress auf dem WideScreen Film & Music Video Festival.

## Filmografie
- 2009: Cherry Mapping
- 2010: My Roommate the (Fernsehserie, 1 Folge)
- 2010–2011: Miss Behave (Fernsehserie, 17 Folgen)
- 2011: Rock the House (Fernsehfilm)
- 2011: A Haunting in Salem
- 2012: Party Like a Roman Emperor (Fernsehfilm)
- 2012: Damon (Kurzfilm)
- 2012: Edge of Salvation
- 2012: The Soul Seekers (Kurzfilm)
- 2013: Madden Girl (Fernsehserie, 1 Folge)
- 2013: Huff
- 2014: Mercenaries
- 2014: D.U.I (Kurzfilm)
- 2014: Jack and Cocaine
- 2014: Hide and Go Seek
- 2016: Advent (Kurzfilm)
- 2018: Dead List